# Aralia excelsa
Aralia excelsa är en araliaväxtart som först beskrevs av August Heinrich Rudolf Grisebach, och fick sitt nu gällande namn av Jun Wen. Aralia excelsa ingår i släktet Aralia och familjen Araliaceae. Inga underarter finns listade.